# St. Mariä Himmelfahrt (Eudenbach)

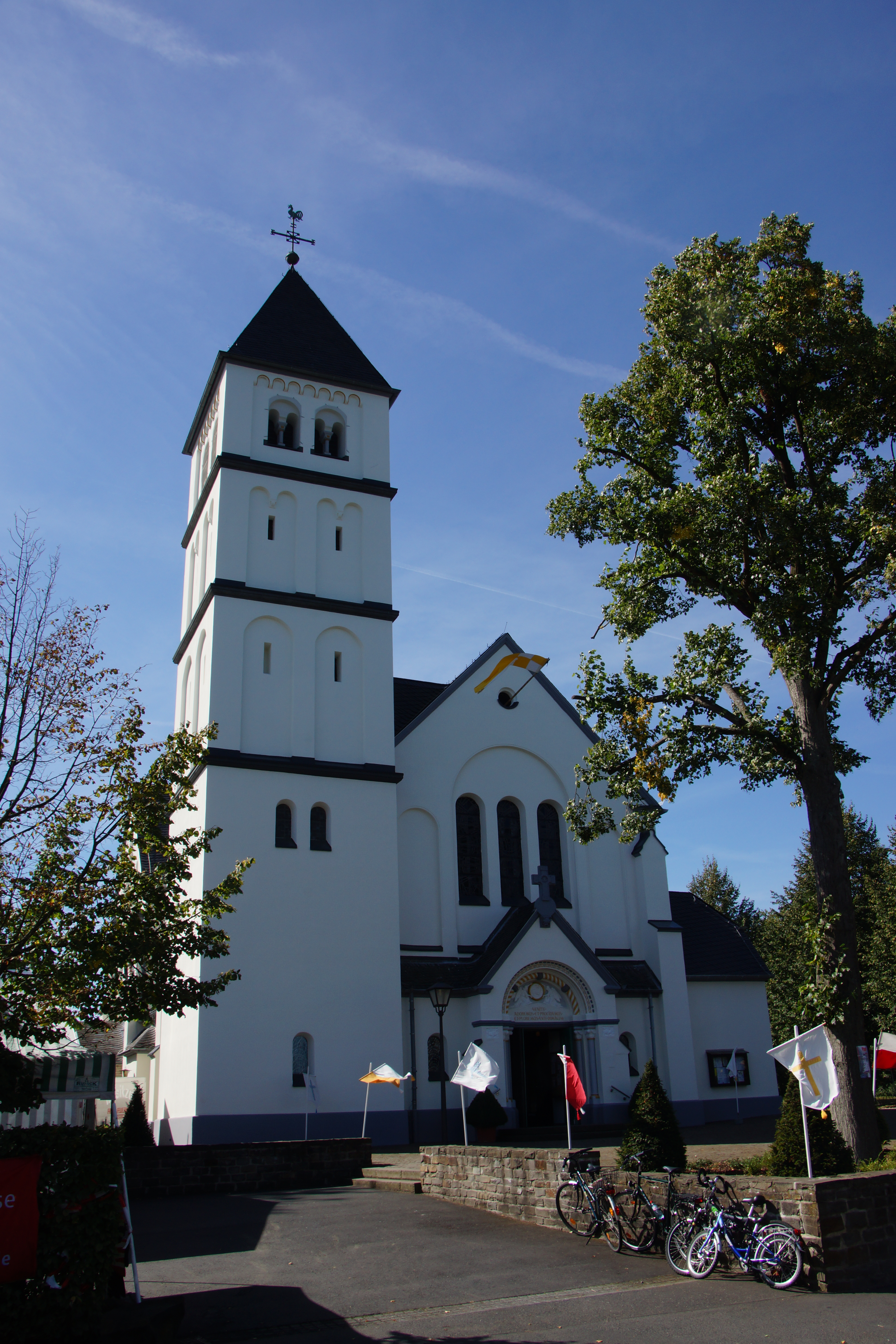
Katholische Pfarrkirche St. Mariä Himmelfahrt in Eudenbach

Die katholische Pfarrkirche St. Mariä Himmelfahrt in Eudenbach, einem Stadtteil von Königswinter, einer Stadt im nordrhein-westfälischen Rhein-Sieg-Kreis, wurde 1912 errichtet. Das Kirchengebäude steht als Baudenkmal unter Denkmalschutz.

## Geschichte
Das erste Kirchengebäude in Eudenbach war eine 1872 gebaute Kapelle, die im Volksmund „Stall von Bethlehem“ genannt wurde. Diese Notkirche wurde 1912 durch die  dreischiffige neoromanische Kirche nach Plänen des Bonner Architekten Friedrich Tasche ersetzt. Die Bauzeit betrug neun Monate. 1917 wurde Eudenbach als 1000. Pfarrei im Erzbistum Köln selbständig. Die heutige Kirchengemeinde St. Mariä Himmelfahrt Eudenbach gehörte bis zum Jahre 1917 als sogenannte „Kapellengemeinde Eudenbach“ zur Kirchengemeinde Oberpleis. Erst im Jahre 1928 erfolgte die Weihe der Kirche.

## Ausstattung
Der Altar wurde ebenso wie der Ambo 2006 von Hans Gerhard Biermann von der Maria Laacher Bildhauerei gestaltet und enthält die Reliquien von Amantia und Candidus, römischen Märtyrern des 3. Jahrhunderts. Neben dem Hauptaltar steht links der Herz-Jesu-Altar und rechts den Marienaltar.
Die Kirchenfenster wurden 1953 überwiegend von Willy de Graaf aus Essen-Werden entworfen und von der Fachwerkstatt für Glasmalerei Karl Jörres,  Bonn-Kessenich, hergestellt. Das Gemälde im Chorraum hinter dem Hauptaltar wurde im Jahr 1988 von der Kölner Malerin und Glasmalerin Marga Wagner geschaffen. Der Kreuzweg von 1892 stammt aus der Notkirche von 1872.
1927 wurden 3 Glocken, gegossen von Petit und Edelbrock in Gescher, angeschafft, von denen 1942 die beiden größeren im Zuge der Kriegswirtschaft eingeschmolzen wurden; erst 1961 wurden sie ersetzt.
Die Orgel der Fa. Walcker (Ludwigsburg)  wurde 1989 von der Gemeinde gestiftet.

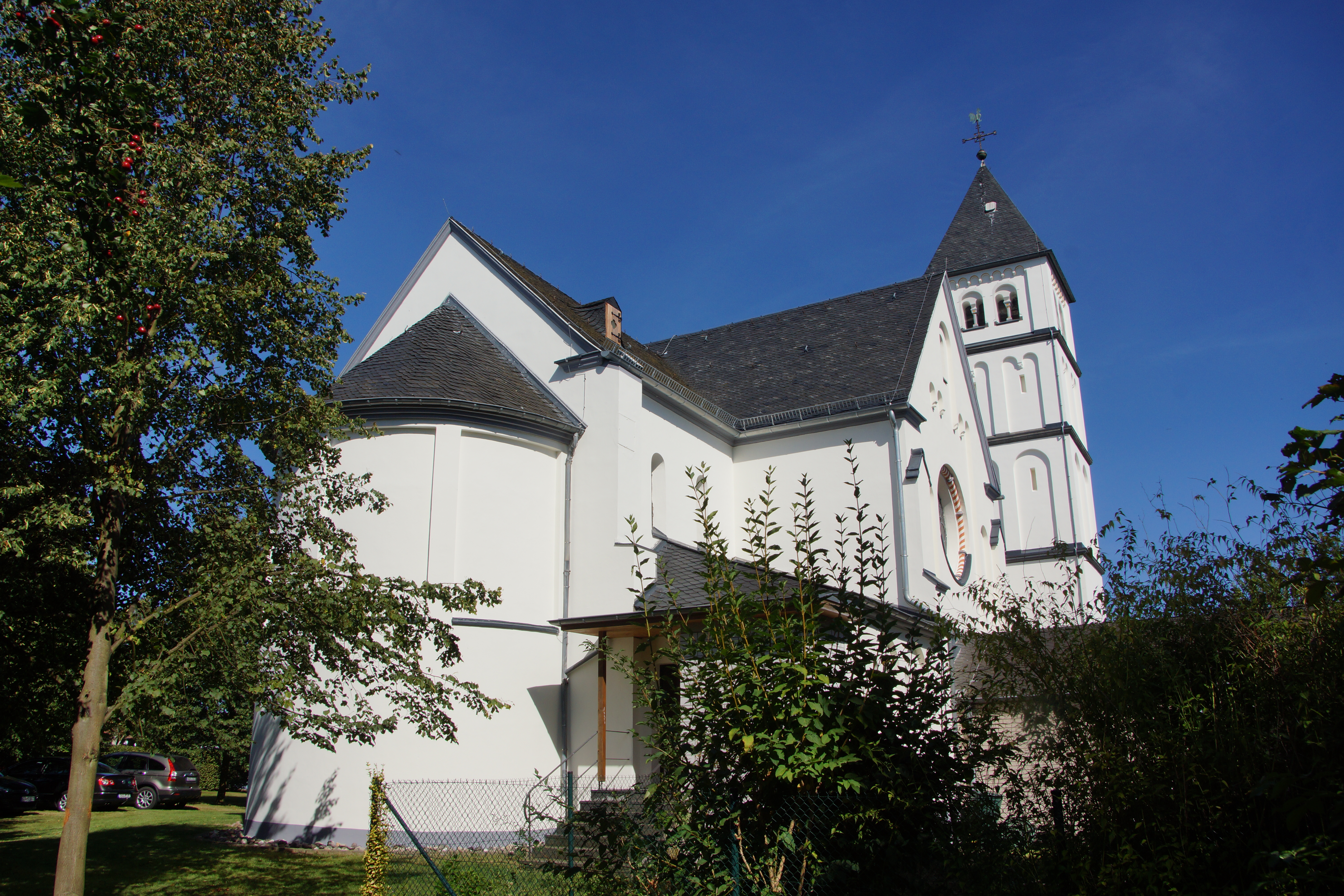
St. Mariä Himmelfahrt, Eudenbach, von Osten
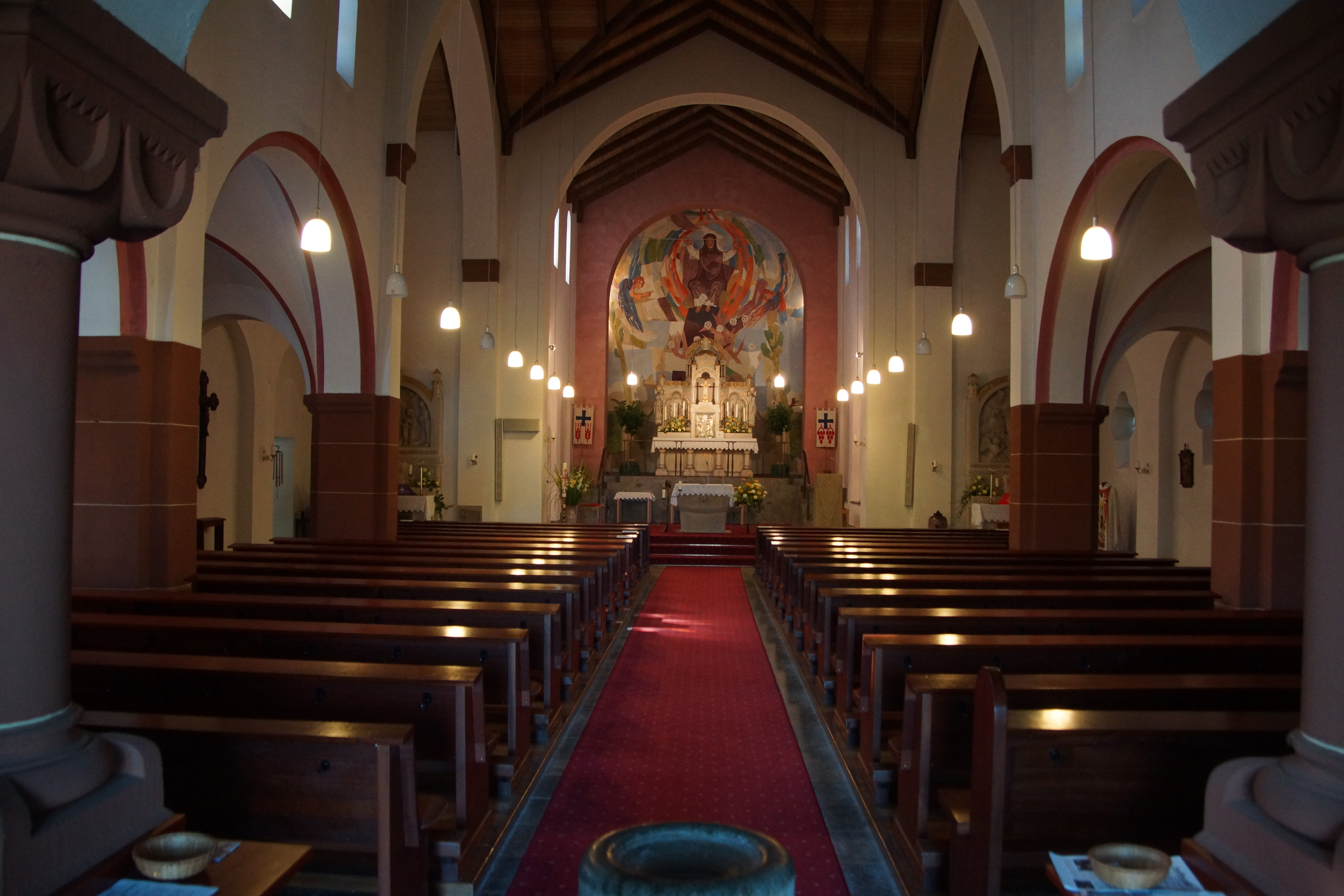
St. Mariä Himmelfahrt, Eudenbach, Innenansicht
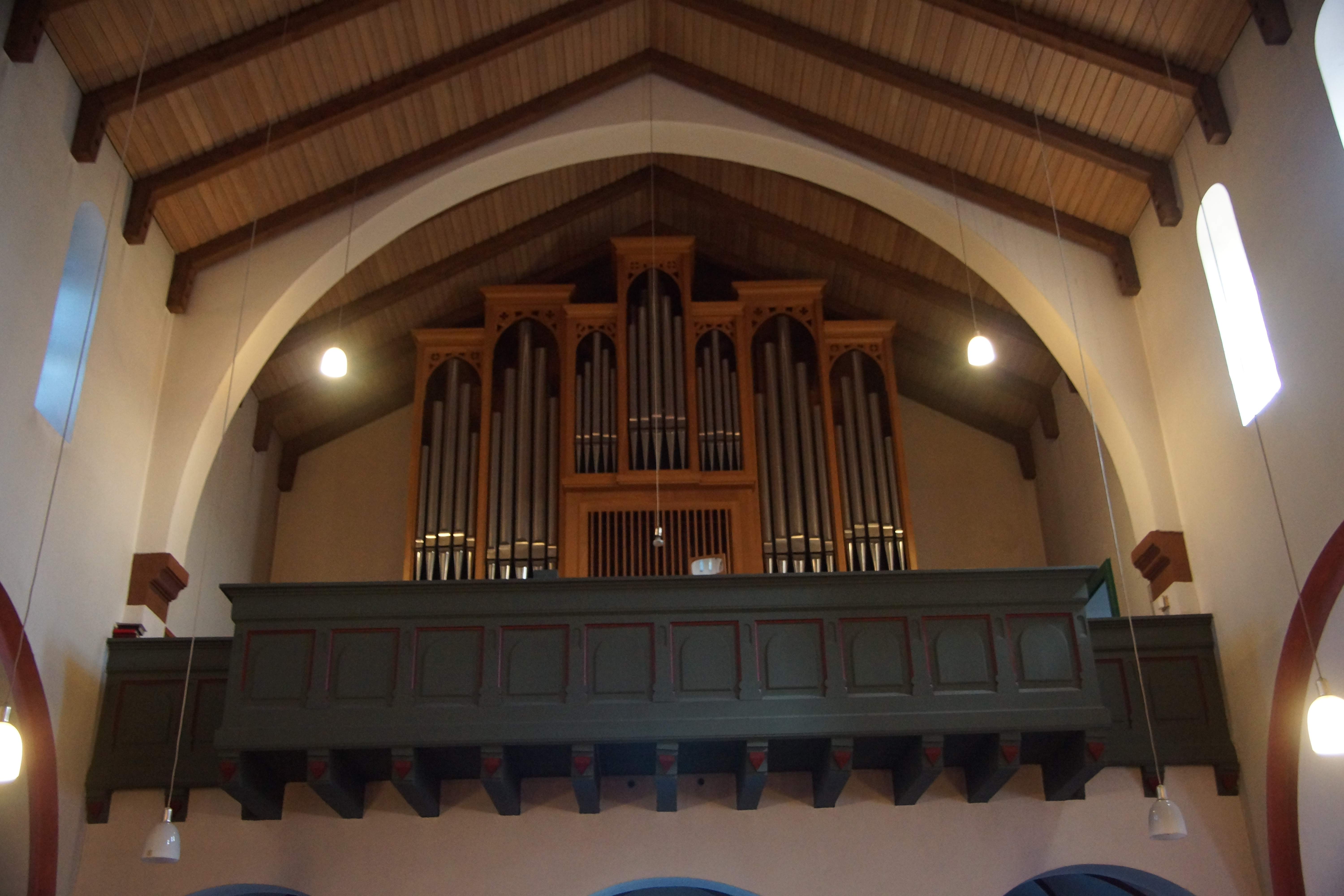
St. Mariä Himmelfahrt, Eudenbach, Orgel

## Rezeption
„In diesem späten Bau kulminiert noch einmal kurz vor Ausbruch des 1. Weltkrieges der Historismus in seiner neuromanischen reinen Ausprägung, gleichsam als Höhepunkt und Abschluß.“